# Scrap Beat

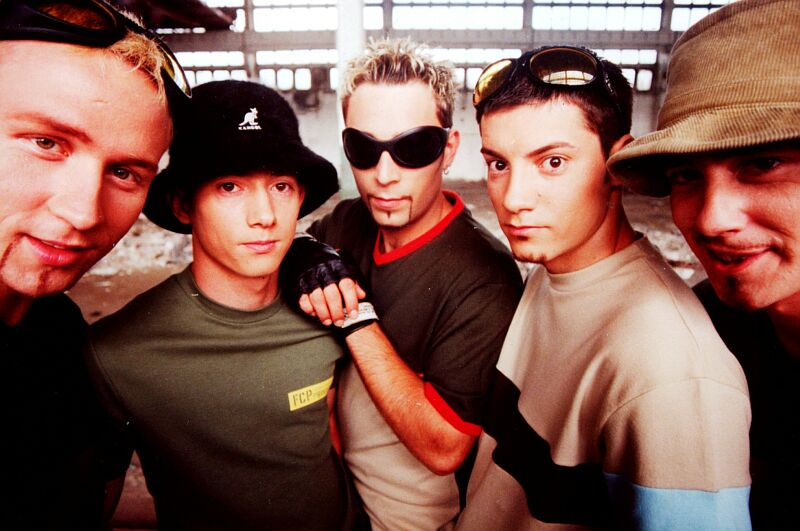
Scrap Beat

Scrap Beat – polski zespół taneczny, założony w 1987 roku we Włocławku. Jeden z prekursorów tańca breakdance w Polsce, wielokrotny Mistrz Polski, a także reprezentacja kraju na zawodach międzynarodowych. Repertuar zespołu obejmuje funky, locking, electro boogie, power move i hip-hop. Założycielem składu jest Robert Nieznański tancerz choreograf, instruktor.

## Skład ekipy
- Robert Nieznański
- Sławek Salomoński
- Janusz Budzyński
- Paweł Wilczewski
- Rafał Wilczewski
- Krystian Bachurski

## Wybrane osiągnięcia
Kategoria BREAK DANCE formacje:
- 9 stycznia: I miejsce – BREKOWISKO’88 Ogólnopolski Turniej Tańca w Gnieźnie
- 29 maja 1988: II miejsce – MISTRZOSTWA POLSKI – Piotrków Trybunalski
- czerwiec 1988: I miejsce – Ogólnopolski Konkurs Formacji – Chełmno
- 25 czerwca 1988: DYPLOM UZNANIA za szczególne osiągnięcia kulturalne – GOK Raciążek
- lipiec 1988: NAGRODA GŁÓWNA – XV Konfrontacje Ruchu Artystycznego Młodzieży w Myślcu
- 14 lipca 1989: NAGRODA GŁÓWNA – XVI Konfrontacje Ruchu Artystycznego Młodzieży w Myślcu
- 5 maja 1990: I miejsce – VI Turniej Tańca w Lipnie
- 29 kwietnia 1995: II miejsce „BATTLE JAM BROKEN STEPS” Międzynarodowy Turniej Tańca w Szczecinie
- 1 maja 1996: I miejsce – MISTRZOSTWA POLSKI PTT w Żaganiu, tytuły MISTRZA POLSKI
- 9 czerwca 1996: I miejsce – MISTRZOSTWA POLSKI w Szczuczynie
- 28 czerwca 1996r: I miejsce – „BATTLE JAM BROKEN STEPS” Międzynarodowy Turniej Tańca w Szczuczynie
- 10 listopada 1996: I miejsce – Międzynarodowy Konkurs Współczesnych Form Tańca Młodzieżowego w Białymstoku

Kategoria BREAK DANCE solo:
- 29 maja 1988: I Wicemistrz Polski– Piotrków Trybunalski
- 1 czerwca 1989: I Wicemistrzostwa Polski – Piotrków Trybunalski
- 5 maja 1990: I miejsce VI Turniej Tańca w Lipnie
- 3 maja 1993: II miejsce – Ogólnopolski Turniej Tańca w Gnieźnie
- 27 czerwca 1993: III miejsce – Ogólnopolski Konkurs Tańca w Chełmnie
- 11 września 1993: I Wicemistrz Polski – Kielce
- 13 marca 1994: I miejsce – Ogólnopolski Turniej Tańca w Kołobrzegu
- 17 kwietnia 1994: I, III miejsce – Ogólnopolski Turniej Tańca w Iławie
- 22 maja 1994: I, II, III miejsce – I Ogólnopolski Turniej Tańca w Bydgoszczy
- 12 czerwca 1994: I miejsce – II Ogólnopolski Turniej Tańca w Kołobrzegu
- listopad 1994: I miejsce – Konkurs Tańca w Świdnicy
- 15 stycznia 1995: I, II miejsce – II Ogólnopolski turniej Tańca w Bydgoszczy
- 15 stycznia 1995: I miejsce – II Ogólnopolski Turniej Tańca w Bydgoszczy
- październik 1995: I miejsce – Ogólnopolski Turniej Tańca w Chodzieży
- 1 maja 1996: I miejsce, tytuł MISTRZA POLSKI – Mistrzostwa Polski PTT w Żaganiu
- 5 maja 1996: I miejsce - Ogólnopolski Turniej Tańca w Wałczu
- 9 czerwca 1996: I, II miejsce – MISTRZOSTWA POLSKI – Szczuczyn
- 10 listopada 1996: I, II miejsce – Międzynarodowy Konkurs Współczesnych Form Tańca Młodzieżowego w Białymstoku

Kategoria ELECTRO BOOGIE solo:
- 13 marca 1994: III miejsce – II Ogólnopolski Turniej Tańca w Kołobrzegu
- 22 maja 1994: I, III miejsce – I Ogólnopolski Turniej Tańca w Bydgoszczy
- 9 czerwca 1996: III miejsce – MISTRZOSTWA POLSKI – Szczuczyn
- 10 listopada 1996: I, II miejsce oraz I miejsce – duety – Międzynarodowy Konkurs Współczesnych Form Tańca w Białymstoku

## Grupa „Scrap Beat” organizator
- I Ogólnopolskie Konferencje Freestyle – Włocławek 1995 rok;
- Obóz taneczny – Więcbork – 25 czerwca 1995 rok;
- Szkolenie w tańcu Break Dance & Elektro Boogie – Poznań, listopad 1998 rok.

## Grupa „Scrap Beat” jako współorganizator
- Ogólnopolski Turniej Tańca „BREKOWISKO’96” – Bydgoszcz 1996 rok;
- Szkolenie w tańcu Break Dance & Elektro Boogie – Gołdap 2000 rok;
- Szkolenie w tańcu Break Dance & Elektro Boogie – Warszawa 2001 rok;
- Szkolenie w tańcu Break Dance & Elektro Boogie – Lądek Zdrój lata 2002-2009
- Szkolenie w tańcu Break Dance & Elektro Boogie – Łomża 2003 rok;
- Szkolenie w tańcu Break Dance & Elektro Boogie – Zabrze 2005 rok;
- Szkolenie w tańcu Break Dance & Elektro Boogie – Rewal 2005 rok;
- Szkolenie w tańcu Break Dance & Elektro Boogie – Płock 2005 rok;
- Szkolenie w tańcu Break Dance & Elektro Boogie – Zabrze 2006 rok;

## Grupa „Scrap Beat” na imprezach promocyjnych dla firm
- „POLMOS” – Zielona Góra 1995 rok;
- „WEST” – 1996 rok;
- „ERA GSM” – Zakopane, 27 grudnia 1998 rok;
- „L&M” Fhilip Moris Polska – Poznań 1999 rok;
- „PODRAVKA – „Jedno brzmienie tysiąca serc” – 2001 rok, promowanie firmy w 28 miastach na terenie całej Polski;
- „COCA – COLA – Chce się żyć” – 2001 rok, promowanie firmy w 18 miastach na terenie całej Polski;
- „ERA GSM” Eliminacje do Mistrzostw Świata w Piłce Siatkowej – 2001 rok;
- „COCA – COLA” – Przyjazd Pucharu Świata w Piłce Nożnej – Warszawa 2002 rok;
- „SIMPLUS” 2004 r., promocja firmy, KASA & SCRAP BEAT;
- „ADIDAS” – „ Zauważaj koniczynę” – kwiecień 2004;
- ,,SIMPLUS-TEAM’’2005, Promocja firmy w 12 miastach na terenie całej Polski;
- ,,SIMPLUS-TEAM’’2006, Strap Beat – Ingrid – Hala Mistrzów Włocławek;
- „SNICKERS - TRAFFIC” 2006, Promocja firmy – Łódź, Gorzów, Warszawa.

## Grupa „Scrap Beat” na pokazach mody dla firm
- „ADIDAS” – finał „Street Ball” – 1996 rok;
- „DALLAS” – klub „TANGO” – Warszawa 1996 rok;
- „MUSTANG” – Zalew Zegrzyński;
- „LEVIS” – klub „TANGO”;
- „ADIDAS” – Teatr Narodowy – Warszawa, styczeń 2000 rok;
- „ADIDAS” – Na Skarpie – Warszawa, 2004 rok.

## Występy grupy „Scrap Beat”
- Targi komputerowe dla firmy JTT – Pałac Kultury i Nauki, Warszawa 1996 rok;
- „Dni Austrii” – Stary Rynek, Warszawa 1996 rok;
- Koncerty zespołów:
  - K.A.S.A. (oprawa taneczna koncertu)
  - KARRAMBA (oprawa taneczna koncertu)
  - DJ. BRUSH vs WELDER (oprawa taneczna koncertu)
  - DJ. BRUSH & MARTA (oprawa taneczna koncertu)
- Koncert zespołu RUN DMC – Koloseum, Warszawa, kwiecień 1997 rok;
- Turniej Arkadiusza Skrzypaczka „Asy” - Warszawa 1997 rok;
- „MC DONALDS” – hotel „MARIOT” – Warszawa, a także Lublin i Płock;
- Program „ROWER Błażeja” – imieniny Błażeja! – 1998 rok, ponownie 1999 rok;
- Międzynarodowe Targi dla firmy „LINDE” – Poznań 1998/1999 rok;
- Targi Farmaceutyczne – Kraków 2001 rok;

## Wywiady i występy grupy „Scrap Beat” w TV
- „Śniadanie” z Anna Hanną Głęboką;
- program „Dzika szafa grająca” ATOMIE TV;
- TVP 1 „Kawa czy herbata”;
- program „Przytul mnie” – POLSAT 2;
- program „DANCE WORD” – POLSAT, SYLWESTER 1997/1998 rok;
- program “Taneczne ferie” – TVP 1, Warszawa, luty 1998 rok;
- program „POP KANAŁ” – TVP 1;
- wręczenie nagród „WIKTORY” – Warszawa 1998 rok;
- wręczenie nagród „WIKTORY” – Warszawa 2001 rok;
- „Sylwester z Jedynką” – TVP 1, 2002/2003 rok;
- „VIVA MAT” – 2006 rok.

## Udział w teledyskach
- BREAK X PRESS „Bananowy song” – 1996 rok;
- K.A.S.A. „Dżu Dżu” – Warszawa, czerwiec 1997 rok;
- RENI JUSIS „Zakręcona”, „Graj Więcej”;
- ALICJA JANOSZ „Zmień siebie”.
- SKIBA” Każdy coś ma…”- kwiecień 2003 rok.
- DJ BRUSH & MARTA „W moim klubie“ – listopad 2003

## Udział w reklamach
- „BLACK JACK” dla firmy Stollwerck;
- „BAKOMA”

## Grupa na łamach czasopism
- „Ślizg” – cykl lekcji BREAK DANCE – 1997 rok;
- „BRAVO”;
- „POZNANIAK”.

## W filmie
- „Stara Baśń” - Jerzego Hoffmana – 2003 rok

## Współorganizacja i udział w spektaklach
- Spektakl uliczny pt. „The book” na warszawskim Bemowie – 2003 rok;
- Spektakl – show pt. „To co w nas”. Dom Muzyki I Tańca w Zabrzu – 2005 rok.